# مارکوس آنتونیو (بازیکن فوتبال، زاده ۲۰۰۰)
مارکوس آنتونیو (پرتغالی: Marcos Antônio؛ زادهٔ ۱۳ ژوئن ۲۰۰۰) بازیکن فوتبال اهل برزیل است که برای باشگاه لاتزیو بازی می‌کند.
وی همچنین در تیم‌های ملی فوتبال زیر ۱۷ سال برزیل، زیر ۲۰ سال برزیل و زیر ۲۳ سال برزیل بازی کرده‌است.